# Le Père de famille (nouvelle)
Pour les articles homonymes, voir Le Père de famille.
Le Père de famille est une nouvelle d’Anton Tchekhov, publiée en 1885.

## Historique
Le Père de famille est initialement publié dans la revue russe Le Journal de Pétersbourg en 1885, signée Antocha Tchékhonté.

## Résumé
Stépane Jiline se réveille de mauvaise humeur. La cuite qu’il a prise la veille, le mal de tête ce matin, sa femme qui ne fait rien, la nourriture qui est mauvaise, l’éducation de son fils, la propreté de la maison, l’argent dépensé pour la maison : tout le monde va en prendre pour son grade aujourd’hui.
Le soir, il va se coucher en ressentant des remords pour les paroles blessantes qu’il a dites.
Le lendemain matin, il est redevenu normal.

## Édition française
- Le Père de famille, traduit par Édouard Parayre, in Œuvres I, Paris, Éditions Gallimard, coll. « Bibliothèque de la Pléiade » no 197, 1968  (ISBN 978-2-07-0105-49-6).